# Мёрс, Пим
Пим Мёрс (род. 23 января 1988 года, Нидерланды) — нидерландский шашист, бронзовый призёр чемпионатов Европы по международным шашкам 2010 и 2012 годов. Международный гроссмейстер.

## Спортивные результаты
На чемпионате страны в 2008 году занял 6 место, в 2009 — 9 место, в 2010, 2011 и 2012 годах занимал третье место, в 2013 году — второе место.
На чемпионате Европы дебютировал 2006 года (27 место), в 2008 году занял 24 место, в 2010 и 2012 годах занимал третье место.
На чемпионате мира впервые выступил в 2011 году (10 место). В 2013 году в Группе «Куперман» занял четвёртое место и не попал в финальную часть соревнования (выходили первые трое), в финале «Б» занял 9 место.